# Paracerella americana
Paracerella americana är en urinsektsart som beskrevs av Imadaté 1980. Paracerella americana ingår i släktet Paracerella och familjen lönntrevfotingar. Inga underarter finns listade i Catalogue of Life.